# Stenotarsus parallelus
Stenotarsus parallelus es una especie de coleóptero de la familia Endomychidae.

## Distribución geográfica
Habita en Nueva Gales del Sur (Australia).